# Delüün
Delüün (tiếng Mông Cổ: Дэлүүн) là một sum của tỉnh Bayan-Ölgii tại miền tây Mông Cổ. Vào năm 2014, dân số của sum là 6.994 người. Dân cư chủ yếu là người Kazakh.

## Địa lý
Trung tâm sum, Rashaant, nằm cách tỉnh lị Ölgii 160 km và cách thủ đô Ulaanbaatar 1.600 km. Phía tây và phía nam của sum bị chi phối bởi những ngọn núi của dãy Altai. Hơn 20 con sông chảy qua địa bàn, có những hồ có nguồn gốc băng hà. Trên địa bàn sum có một hồ nước lớn, hồ Tal.
Có trữ lượng quặng sắt, wolfram và than.
Động vật có sói, cáo và cáo corsac.

### Khí hậu
Khu vực có khí hậu sa mạc lạnh. Nhiệt độ trung bình hàng năm trong khu vực là 1 °C. Tháng ấm nhất là tháng 7, khi nhiệt độ trung bình là 20 °C và lạnh nhất là tháng 1, với -22 °C. Lượng mưa trung bình hàng năm là 185 mm. Tháng mưa nhiều nhất là tháng 7, với lượng mưa trung bình 38 mm và khô nhất là tháng 2, với lượng mưa 5 mm.

## Kinh tế
Sum có một trường học, một bệnh viện và một trung tâm văn hóa-thương mại.